# Tuwal
Tuwal (hebr. תובל; ang. Tuval) – kibuc położony w Samorządzie Regionu Misgaw, w Dystrykcie Północnym, w Izraelu. Członek Ruchu Kibuców (Ha-Tenu’a ha-Kibbucit).

## Położenie
Kibuc Tuwal jest położony na wysokości 466 metrów n.p.m. w południowym skraju Górnej Galilei. Leży w paśmie górskim Matlul Curim, które wznosi się od północnego zachodu nad Doliną Bet ha-Kerem. Teren na południe i południowy wschód od kibucu stromo opada do Doliny Bet ha-Kerem – różnica wysokości między dnem doliny a szczytami wzniesień dochodzi do 500 metrów. Natomiast teren po stronie północno-zachodniej łagodnie opada w kierunku zachodnim do wzgórz Zachodniej Galilei i dalej do równiny przybrzeżnej Izraela. W otoczeniu kibucu Tuwal znajdują się miejscowości Jirka, Januch-Dżat, Dejr al-Asad, Bina i Madżd al-Krum, kibuce Pelech i Kiszor, moszaw Achihud oraz wieś komunalna Tal-El. Na północny zachód od osady znajduje się baza wojskowa Jirka (prawdopodobnie są to magazyny amunicji).

### Podział administracyjny
Tuwal jest położony w Samorządzie Regionu Misgaw, w Poddystrykcie Akka, w Dystrykcie Północnym Izraela.

## Demografia
Stałymi mieszkańcami kibucu są wyłącznie Żydzi. Tutejsza populacja jest świecka:

Źródło danych: Central Bureau of Statistics.

## Historia
Kibuc został założony w 1980 roku w ramach rządowego projektu Perspektywy Galilei, którego celem było wzmocnienie pozycji demograficznej społeczności żydowskiej na północy kraju. Pierwotnie była to paramilitarna placówka będąca częścią programu Nachal, w którym mieszkańcy osiedli łączyli pracę rolniczą ze służbą wojskową. Następnie osada została przekształcona w cywilny kibuc, który przejęła młodzieżowa organizacja syjonistyczna Ha-Bonim Dror z Wielkiej Brytanii i Republiki Południowej Afryki. W 2003 roku kibuc został rozbudowany o nowe domy. Istnieją dalsze plany rozbudowy osady do 140 rodzin.

### Nazwa
Nazwa kibucu pochodzi od biblijnej postaci Tubal-Kaina, który był kowalem sporządzającym narzędzia z brązu i żelaza.

## Edukacja
Kibuc utrzymuje przedszkole. Starsze dzieci są dowożone do szkoły podstawowej we wsi Gilon.

## Kultura i sport
W kibucu znajduje się ośrodek kultury z biblioteką oraz dwa centra seminaryjne Terra Rosa i Bet ha-Kerem. Z obiektów sportowych jest boisko do koszykówki.

## Infrastruktura
W kibucu jest synagoga, sklep wielobranżowy, stolarnia i warsztat mechaniczny.

## Gospodarka
Gospodarka kibucu opiera się na niewielkiej plantacji kiwi oraz hodowli drobiu i bydła mlecznego. Od 2004 roku istnieje tutaj winnica Stern-Winery.

## Transport
Wzdłuż północnej granicy kibucu przebiega droga nr 8544, którą jadąc na zachód, można dojechać do sąsiedniego kibucu Pelech, lub jadąc na północny wschód obok miejscowości Dejr al-Asad i kibucu Kiszor, trafić do skrzyżowania z drogą nr 854.